# حبيبتي يا حب التوت (فلم)
حبيبتي يا حب التوت هو فيلم سوري من إنتاج عام 1979.

## كادر العمل
- إنتاج: المؤسسة العامة للسينما - دمشق
- إخراج: مروان حداد
- إدارة التصوير: جورج لطفي الخوري - منير جباوي
- مونتاج: مروان عكاوي
- تأليف: من رواية حبيبتي يا حب التوت للكاتب أحمد داوود
- ايستمان كولور - سوريا

### الممثلون
- أسعد فضة
- عبد الهادي صباغ
- نادين خوري
- يوسف حنا
- عدنان بركات
- ناهد حلبي
- أحمد عداس
- إنجريد جبور
- جهاد سعد
- قمر مرتضى
- نبيلة كرم
- حسن سامي يوسف
- عدنان حبال